# Echinocucumis
Echinocucumis is een geslacht van zeekomkommers uit de familie Ypsilothuriidae.

## Soorten
- Echinocucumis ampla O’Loughlin & Skarbnik-López, 2015
- Echinocucumis globosa (Ohshima, 1915)
- Echinocucumis hispida (Barrett, 1857)
- Echinocucumis kirrilyae O'Loughlin, 2009
- Echinocucumis multipodia Cherbonnier, 1965
- Echinocucumis paratypica Ludwig & Heding, 1935
- Echinocucumis sphaerica (Sluiter, 1901)
- Echinocucumis tenera Cherbonnier, 1958